# نوس (شهر)
نوس (به ایتالیایی: Nus) یک کومونه در ایتالیا است که در واله دائوستا واقع شده‌است.

## خصوصیات
نوس ۵۷٫۳۸ کیلومترمربع مساحت و ۲٬۷۵۵ نفر جمعیت دارد و ۵۲۹ متر بالاتر از سطح دریا واقع شده‌است.